# ニューカレドニア国際

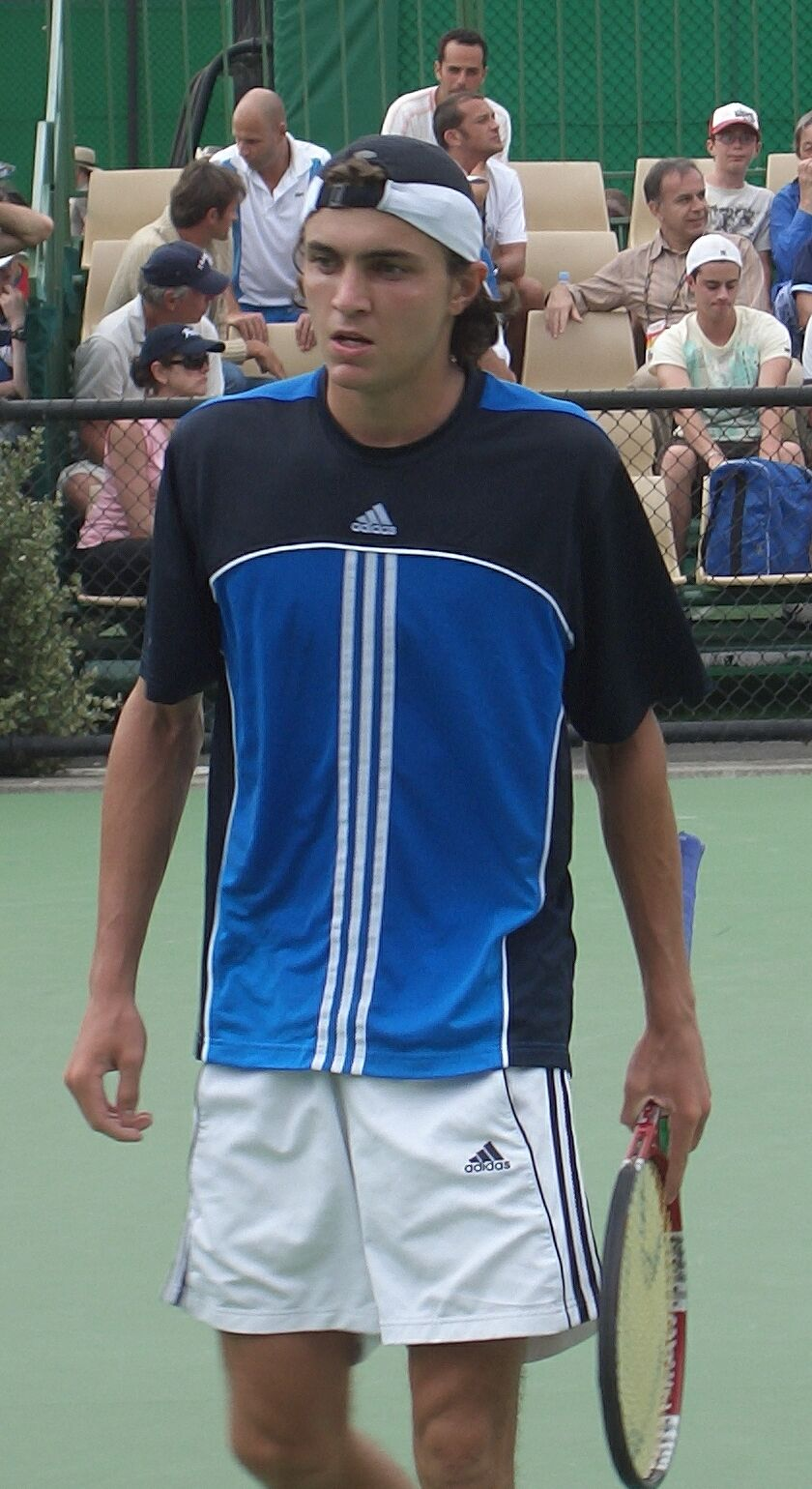
同大会シングルス部門で唯一複数回優勝経験を持つジル・シモン

ニューカレドニア国際 （Internationaux de Nouvelle-Calédonie)はフランス領ニューカレドニアの首都ヌメアにてフランステニス連盟の主催により2004年から開催されているATPチャレンジャートーナメントである。サーフェスは屋外ハードコート。ATPツアーにおける非常に稀な事例として、2009年大会では週を通して悪天候が続いた事により、シングルス部門の試合消化を優先するためダブルス部門を大会開催後に中止するという異例の措置がとられている。

## 大会歴代優勝者

### シングルス
| 年   | 優勝                                         | 準優勝                                       | 試合結果                                     |
| ---- | -------------------------------------------- | -------------------------------------------- | -------------------------------------------- |
| 2025 | 望月慎太郎                                   | モエラニ・ブジゲ                             | 6–1, 6–3                                     |
| 2024 | アーサー・カゾー                             | エンツォ・クアコー                           | 6–1, 6–1                                     |
| 2023 | ラウル・ブランカッチョ                       | ローラン・ロコリ                             | 4–6, 7–5, 6–2                                |
| 2022 | 新型コロナウイルス感染症の影響により大会中止 | 新型コロナウイルス感染症の影響により大会中止 | 新型コロナウイルス感染症の影響により大会中止 |
| 2021 | 新型コロナウイルス感染症の影響により大会中止 | 新型コロナウイルス感染症の影響により大会中止 | 新型コロナウイルス感染症の影響により大会中止 |
| 2020 | J・J・ウルフ                                 | 杉田祐一                                     | 6–2, 6–2                                     |
| 2019 | マイケル・イマー                             | ノア・ルービン                               | 6–3, 6–3                                     |
| 2018 | ノア・ルービン                               | テイラー・フリッツテ                         | 7–5, 6–4                                     |
| 2017 | アドリアン・マナリノ                         | ニコラ・ミロエビッチ                         | 6–4, 6–3                                     |
| 2016 | アドリアン・マナリノ                         | アレハンドロ・ファジャ                       | 6–4, 6–3                                     |
| 2015 | スティーブ・ダルシス                         | アドリアン・メネンデス＝マセイラス           | 6–3, 6–2                                     |
| 2014 | アレハンドロ・ファジャ                       | スティーブン・ディエス                       | 6–2, 6–2                                     |
| 2013 | アドリアン・マナリノ                         | アンドレイ・マルティン                       | 6–4, 6–3                                     |
| 2012 | ジェレミー・シャルディー                     | アドリアン・メネンデス＝マセイラス           | 6–4, 6–3                                     |
| 2011 | ヴァンサン・ミロ                             | ジル・ミュラー                               | 7–6(6), 2–6, 6–4                             |
| 2010 | フロリアン・マイヤー                         | フラビオ・チポッラ                           | 6-3, 6-0                                     |
| 2009 | ブレンダン・エヴァンス                       | フロリアン・マイヤー                         | 4-6, 6-3, 6-4                                |
| 2008 | フラビオ・チポッラ                           | ステファン・ボーリ                           | 6-4, 7-5                                     |
| 2007 | マイケル・ラッセル                           | ダビド・ゲス                                 | 6-0, 6-1                                     |
| 2006 | ジル・シモン                                 | リック・デ・フスト                           | 6-2, 5-7, 6-2                                |
| 2005 | ジル・シモン                                 | ビョルン・ファウ                             | 6-3, 6-0                                     |
| 2004 | ギリェルモ・カナス                           | トッド・リード                               | 6-4, 6-3                                     |

### ダブルス
| 年   | 優勝                                                      | 準優勝                                                      | 試合結果                                     |
| ---- | --------------------------------------------------------- | ----------------------------------------------------------- | -------------------------------------------- |
| 2025 | ブレイク・ベイルドン コリン・シンクレア                   | 松田隆樹 田口 亮太郎                                        | 6–3, 7–5                                     |
| 2024 | コリン・シンクレア ルービン・ステイサム                   | 松井俊英 カラム・パターギル                                 | 7–5, 6–2                                     |
| 2023 | コリン・シンクレア ルービン・ステイサム                   | 松井俊英 上杉海斗                                           | 6–4, 6–3                                     |
| 2022 | 新型コロナウイルス感染症の影響により大会中止              | 新型コロナウイルス感染症の影響により大会中止                | 新型コロナウイルス感染症の影響により大会中止 |
| 2021 | 新型コロナウイルス感染症の影響により大会中止              | 新型コロナウイルス感染症の影響により大会中止                | 新型コロナウイルス感染症の影響により大会中止 |
| 2020 | アンドレア・ペレグリーノ マリオ・ヴィレッラ・マルティネス | ルカ・マルガローリ アンドレア・ヴァヴァッソーリ             | 7–6(7–1)、3–6、[12–10]                       |
| 2019 | ダスティン・ブラウン ドナルド・ヤング                     | アンドレ・ゴランソン セム・ヴェルベーク                     | 7–5, 6–4                                     |
| 2018 | ヒューゴ・ナイス ティム・ピュッツ                         | アレハンドロ・ゴンサレス ステファノ・ナポリターノ           | 6–2, 6–2                                     |
| 2017 | カンタン・アリス トリスタン・ラマジン                     | アドリアン・メネンデス＝マセイラス ステファノ・ナポリターノ | 7–6(9), 6–1                                  |
| 2016 | ジュリアン・ベネトー エドゥアール・ロジェ＝バセラン       | グレゴワール・バレール トリスタン・ラマジン                 | 7–6(4), 3–6, [10–5]                          |
| 2015 | オースティン・クライチェク テニス・サンドグレン           | Jarmere Jenkins ブラッドリー・クラーン                      | 7–6(2), 6–7(5), [10–5]                       |
| 2014 | オースティン・クライチェク テニス・サンドグレン           | アンテ・パビッチ ブラジュ・ロラ                             | 7–6(4), 6–3                                  |
| 2013 | サム・グロス 松井俊英                                     | アルチョム・シタック ジョーズ・スタッタム                   | 7–6(6), 1–6, [10–4]                          |
| 2012 | ソンチャット・ラティワタナ サンチャイ・ラティワタナ       | アクセル・ミション ギヨーム・リュファン                     | 6–0, 6–4                                     |
| 2011 | Dominik Meffert フレデリク・ニールセン                    | フラビオ・チポッラ シモーネ・ヴァニョッツィ                 | 7–6(4), 5–7, [10–5]                          |
| 2010 | エドゥアール・ロジェ＝バセラン ニコラ・ドビルデ           | フラビオ・チポッラ シモーネ・ヴァニョッツィ                 | 5–7, 6–2, [10–6]                             |
| 2009 | 悪天候により部門開催中止                                  | 悪天候により部門開催中止                                    | 悪天候により部門開催中止                     |
| 2008 | フラビオ・チポッラ シモーネ・ヴァニョッツィ               | ヤン・メルトル マルティン・スラーナル                       | 6-4, 6-4                                     |
| 2007 | アレックス・クズネツォフ フィリップ・シモンズ             | ティエリ・アシオンヌ エドゥアール・ロジェ＝バセラン         | 7-6(5), 6-3                                  |
| 2006 | アレックス・ボゴモロフ・ジュニア トッド・ウィダム         | ラルス・ブルクスミュラー デニス・グレメルマイヤー           | 3-6, 6-2, 10-6                               |
| 2005 | ステファン・フース ウェスリー・ムーディ                   | ジェローム・ゴルマール ハレル・レヴィ                       | 6-3, 6-0                                     |
| 2004 | アシュリー・フィッシャー ステファン・フース               | ルーク・ブルジョア ヴィンス・メリノ                         | 3-6, 6-4, 6-4                                |